# Campeonato Asiático de Handebol Masculino de 2006
O Campeonato Asiático de Handebol Masculino de 2006 (2006 البطولة الآسيوية لكرة اليد للرجال (em árabe)) foi a décima segunda edição do principal campeonato de andebol (português europeu) ou handebol (português brasileiro) masculino do continente asiático. A Tailândia foi o país sede e os jogo ocorreram na cidade de Bangkok.
O Kuwait foi campeão pela quarta vez, com a Coreia do Sul segundo e o Catar terceiro.